# Owen Lovejoy
Owen Lovejoy (6 de enero de 1811 – 25 de marzo de 1864) fue un abogado y político estadounidense, ministro congregacional, abolicionista y miembro del congreso republicano por Illinois. También fue un "conductor" en el ferrocarril subterráneo. Después de que su hermano Elijah Lovejoy fue asesinado en noviembre de 1837 por grupos a favor de la esclavitud, Owen se convirtió en el líder de los abolicionistas en Illinois.

## Primeros años y educación
Nacido en Albion, Maine, Owen era uno de los cinco hijos de Emma y Patee Lovejoy, un ministro congregacional y granjero. Él trabajó con su familia en la granja hasta que tuvo 18, y sus padres motivaron su educación. Su papá era un ministro Congregacional y su madre era muy devota. Lovejoy se graduó del Bowdoin College en 1832. Estudió leyes, pero nunca ejerció.

## Carrera
Lovejoy migró a Alton, Illinois, donde su hermano mayor, Elijah Parish Lovejoy, se mudó en 1836 de St. Louis, por la hostilidad hacia sus actividades en contra de la esclavitud. El más grande de los Lovejoy era en ese entonces un ministro presbiteriano antiesclavitud que editaba el Alton Observer, un periódico abolicionista. El hermano menor estudiaba teología ahí.
Owen estaba presente la noche del 7 de noviembre de 1837 cuando su hermano Elijah fue asesinado mientras trataba de defender la imprenta de la sociedad de antiesclavitud de Illinois de una multitud enojada. Se narra que juró en la tumba de su hermano que "nunca abandonare la causa que había sido salpicada con la sangre de mi hermano." Owen y su hermano Joseph C. Lovejoy escribieron Memoir of Elijah P. Lovejoy (1838), que fue distribuida ampliamente por la American Anti-Slavery Society, incrementando la fama de Elijah tras su muerte y añadiéndose a la causa abolicionista.
Lovejoy sirvió como pastor de la Iglesia congregacional en Princeton, Illinois de 1838 a 1856. Durante estos años, él también organizó una serie de las 115 iglesias congregacionales antiesclavistas en Illinois iniciadas por la Asociación Americana Misionera, fundada en 1846. Sus actividades le trajeron una prominencia pública en incremento.
En 1854, Lovejoy fue elegido como miembro de la Asamblea General de Illinois. Él trabajó con Abraham Lincoln y otros para formar el Partido Republicano del estado, y se fue amigo cercano de Lincoln. En 1856, fue elegido como republicano de Illinois, como Representante para el 35th Congreso de Estados Unidos y Congresos subsecuentes, sirviendo desde el 4 de marzo de 185, hasta su muerte.
En febrero de 1859, Lovejoy respondió a cargos de ser un "ladrón de negros" en el Congreso, diciendo:

Sí, yo ayudo esclavos fugitivos a escapar! Proclámenlo a los altos mandos; escríbanlo en toda hoja que se estremezca en el bosque; háganlo arder al sol de medio día, y que brille delante del resplandor de toda estrella que adorne el firmamento de dios. Dejen que haga eco por todos los arcos del cielo, y que reverbere y brame a través de todas las gargantas profundas del infierno, donde los atrapadores de esclavos estarán gustosos de oírlo. Owen Lovejoy vive en Princeton, Illinois, y ayuda a cualquier fugitivo que llegue a su puerta y se lo pida. ¡Tú demonio invisible de la esclavitud! ¿tú piensas cruzar mi humilde umbral, y prohibirme darle pan al hambriento y refugio al que no tiene casa? Te invito a desafiarme en nombre de dios. 
Lovejoy era un orador en apoyo de Abraham Lincoln en los famosos debates con Stephen Douglas. Mientras en el Congreso, él "introducía la ley final para terminar con la esclavitud en el Distrito de Columbia," meta antigua de la Sociedad Americana Antiesclavitud. También ayudaba a ganar aprobación de legislaciones que prohibieran esclavitud en los territorios.  Era uno de los pocos firmes apoyadores Congregacionales de Lincoln durante la Guerra Civil Americana. Lincoln escribió, "Al día de su muerte, sería por poco equivocado a cualquiera decir, él era mi más generoso amigo." 
Lovejoy murió en Brooklyn, Nueva York en 1864.  Su cuerpo fue regresado a Illinois para su sepultura en el Cementerio Oakland Cemetery en Princeton. Era el primo del senador de Maine Nathan A. Farwell.

## Legado y honores
- La ciudad de Princeton mantiene y preserva su casa, la Casa Owen Lovejoy, como una casa museo. Designada un Hito Histórico Nacional en 1997 por el Servicio de Parques Nacionales como parte del Ferrocarril subterráneo, la casa tiene un compartimiento secreto para esconder esclavos. Está abierta al público.
- Tras su muerte, un obelisco fue construido en Princeton en su honor, y una letra del Presidente Lincoln decía: "Déjenlo tener su maravilloso monumento junto con los bienes asegurados y más duraderos en los corazones de todos aquellos que aman la libertad, desinteresadamente y para todos."[5]

## Lectura más allá
- Owen Lovejoy, His Brother's Blood: Speeches and Writings (1838-1864), edited by William Frederick Moore and Jane Anne Moore, University of Illinois Press, 2004